# 古賀真菜美
古賀 真菜美（こが まなみ、1988年3月24日 - ）は、福岡県太宰府市出身の女性タレント、ファッションモデル。エレガントプロモーション所属。

## 出演

### テレビ
- 山口パチンコ研究所（2009年10月 - TYS）[1]

### ラジオ
- night kit（CROSS FM） - ラジオパーソナリティ[3]
- nissen COLORFUL BOX（CROSS FM）[4]